# Долмени в Западен Кавказ
Долмените на територията на Западен Кавказ са мегалитни гробни съоръжения, датирани от първата половина на III и втората половина на II хил. пр.н.е. (Бронзова епоха).
Територията на разпространението им започва от Таманския полуостров, преминава през планинските райони на Краснодарски край и Република Адигея, простира се на юг до гр. Очамчира (Абхазия) и на север до долината на река Лаба (ляв приток на р. Кубан, Краснодарски край и Адигея). Долмени са съществували също и край гр. Железноводск (Ставрополски край). Отделни паметници са приписвани на Майкопската култура, разпространена в предгорието на Северен Кавказ в ранната Бронзова епоха – в Кубано-черноморската област (басейна на река Кяфар, Карачаево-Черкезия).
Регистрирани са около 3000 долмена (в това число и вече унищожените), използвани са до края на Бронзова епоха и дори по-късно. От всички мегалитни паметници тези са изучени около 6%.

## Названия
- в Абхазия ги наричат „псаун“ – къщи за човешката душа; „адамра“ и „ахатгун“ – погребални къщи.
- в Карачаево-Черкезия – „испун“, „испыун“, „спыун (шапсуги)“, „кхъэунэжь“ – задгробни домове.
- в Кабардино-Балкария – „исп-унэ“ – обиталища на джуджетата испи.
- в Грузия – на мегрелски диалект – „мдишкуде“, „одзвале“, „садзвале“ – костници и великански къщи.
- в Русия (XIX в.) – „богатырские хатки/хаты“, „дидовы“, „чёртовы хаты“ – юнашки колиби, домове на предците и дяволски къщи.[3][4]

## Датиране
Мегалитните паметници на територията на Западен Кавказ са датирани в първата половина на III хил. пр.н.е. и втората половина на II хил. пр.н.е. За долмените от този район се смята, че са изградени от Майкопската култура на територията на днешна Карачаево-Черкезия, като има и предположение, че гробните съоръжения са създадени през VIII-XII век от черкезите, аланите и косогите, като за всички гореизброени племена има данни, че са използвали долмените в свои религиозни ритуали.
В допълнение към класическите долмени от предгорията на Кавказ и по ниските му части, по южните склонове на планината се наблюдават по-малки съоръжения изградени от подръчни скални плочи. Характерно за градежа им са малките гробни камери и малките покривни плочи, които не закриват изцяло камерата.

## Произход
Поради фактът че долмените в Западен Кавказ не са обстойно проучени, е трудно да се докаже и техният произход и принадлежност към конкретна култура, макар че със сигурност може да се твърди, че са свързани с Майкопската култура. Любопитен е фактът, че долменната култура процъфтява от Изток на Запад от Бронзовата до Желязната епоха, като се наблюдава еволюция на всички подобни градежи от Кавказ през Апенинския полуостров, Иберийския полуостров, чак до Британските острови. Наблюдават се паралели както при архитектурата на тези градежи, така и при орнаменталната им символика. Най-ранно възникналият център на тази култура са и Иберийския полуостров (културата Лос Милярес) и Балеарските острови (от Дотайлаотския период 4000 – 3500 г. пр.н.е.), Донурагическа Сардиния и Корсика (4600 – 3300 г. пр.н.е.), а впоследствие тази култура се развива и на изток – Балканите, Мала Азия, Сирия, Йордания и Западен Кавказ и Кримският полуостров (III век пр.н.е.).
В южната част на Кримския полуостров Кеми-обинската култура се наблюдават каменните цистови гробове, а към Кавказ (в това число и в степните райони) вече се наблюдават гробни съоръжения от големи плочи с по-сложен градеж, а на територията на Грузия и Армения се наблюдават и мащабни мегалитни светилища и некрополи. Въпросът дали съществуват културни влияния между различните култури от Запад на Изток остава отворен.

## Градеж
Въпреки архитектурните прилики с другите долмени в Европа, мегалитните паметници от Западен Кавказ представляват уникален вид праисторически архитектура, построена с точно напаснати циклопски каменни блокове. Каменните плочи на гробните камери са оформени с точен ъгъл от 90°, за да могат да прилепват в единна конструкция, а почти всички долмени са с идеално оформен кръгъл отвор, служещ за портал в центъра на фасадата. Кръглите отвори на фронталните плочи винаги са блокирани от каменни механизми, които блокират отварянето на долмена отвън. Почти всички долмени са изградени с камении плочи или блокове тежащи между 15 и 30 тона, но все още не е изяснен въпросът, къде е била каменната кариера, от която е добиван материалът за тези циклопски градежи.
При повечето долмени от Западен Кавказ огромните каменни плочи са плътно присъединени помежду си посредством специално изработени жлебове. Плочите толкова добре прилепват една за друга, че е невъзможно дори да се постави тънко острие между плочите. През 2007 г. е направен опит да се реконструира долмен край гр. Геленджик, чиито плочи били разрушени, но въпреки обработката и монтажа, извършен с висока точност, и всички налични модерни технологии, инженерите не са успели да постигнат нивото на прецизност на строителите от Бронзовата епоха.
Още през 1960-те години руският археолог Л. И. Лавров класифицира видовете долмени в Западен Кавказ, като:
- обикновени – изградени като малки къщички от няколко плочи, най-срещаният вид;
- сложно-съставни – изградени от стени, от по-малки плочи или камъни;
- коритообразни (полумонолитни) – издялани в масива на голям скален къс. В някои случаи се наблюдава и отделно оформена плоча покрив;
- монолитни – издълбани в скален къс с добре оформен вход и камера.[12]

Изследователят на Майкопската култура А. Д. Резепкин в своята теория за произхода на мегалитите в Западен Кавказ предлага друга класификация:
- правоъгълната гробница – с 1 или 2 камери;
- подковообразни гробници – близки до куполните гробници в Западна Европа;
- долмени – окончателния вариант на предишния вид.[13]

Предхождащите гробни съоръжения на кавказките долмени са каменни гробници, изградени от Майкопската култура, а по-късни са само подмогилните гробници. Градежът на обикновените долмени е по-различен от този на другите гробни съоръжения оставени от народите обитавали Кавказ през Бронзовата епоха, като обикновено са изградени от по-дебели каменни плочи и при тях се наблюдават основи на градежа. За най-стари от долмените се смятат обектите, при които не се наблюдават наличие на входен отвор.
При долмените от Западен Кавказ се наблюдават много индивидуални характеристики на градежа, които са в съответствие с местните обичаи на определена област, които са се променяли с течение на времето. Наблюдават се долмени с квадратен план, трапецовидни, правоъгълни и отделни комбинации. Компонентите на градежа могат да бъдат закръглени или напълно заоблени. Покривните плочи могат да лежат хоризонтално или наклонено, издигащи се към фасадата на градежа. Понякога покривните плочи са поставени под наклон, така че образуват козирка. Често се наблюдават и градежи, където плочите са съединени посредством жлебове, издълбани в скалата с голямо внимание, но има и долмени, при които се наблюдава дори липса на такива.